# Puchar Narodów Afryki 2006
Puchar Narodów Afryki 2006 rozgrywany był na boiskach Egiptu. W rozgrywkach brało udział 16 zespołów wyłonionych z wcześniejszych eliminacji.
Wszystkie godziny rozpoczęcia meczów według czasu lokalnego.

## Stadiony
- Stadion Międzynarodowy w Kairze, pojemność: 74.100 widzów
- Stadion Akademii Wojskowej w Kairze, pojemność: 28.500 widzów
- Alexandria Stadium w Aleksandrii, pojemność: 19.676 widzów
- Stadion Harras El-Hedoud w Aleksandrii, pojemność: 22.000 widzów
- Ismailia Stadium w Ismailii, pojemność: 16.606 widzów
- Stadion Port Said w Port Said, pojemność: 24.060 widzów

## Sędziowie główni
- Mohamed Guezzaz (Maroko)
- Abderrahim al-Arjoune (Maroko)
- Essam Abdelfattah (Egipt)
- Khalid Abdel Khalid (Sudan)
- Mohamed Benouza (Algieria)
- Coffi Codjia (Benin)
- Koman Coulibaly (Mali)
- Mourad Daami (Tunezja)
- Jerome Damon (RPA)
- Badara Diatta (Senegal)
- Divine Evehe (Kamerun)
- Emmanuel Imiere (Nigeria)
- Rene Louzaya (Demokratyczna Republika Konga)
- Eddy Maillet (Seszele)
- Lassina Pare (Burkina Faso)
- Modou Sowe (Gambia)
- Maidin Shamsul (Singapur)

## Składy drużyn
Składy drużyn uczestniczących w pucharze narodów Afryki 2006

## Rozgrywki Grupowe
Legenda do tabelek: M – liczba meczów, W – wygrane mecze, R – remisy, P – porażki, Br+ – bramki zdobyte, Br− – stracone bramki, +/− – różnica bramek Pkt – punkty.
Dwie pierwsze drużyny z każdej grupy awansują do dalszych gier

### Grupa A
| Zespół                   | Pkt | M | W | R | P | Br+ | Br− | +/− |
| ------------------------ | --- | - | - | - | - | --- | --- | --- |
| Egipt                    | 7   | 3 | 2 | 1 | 0 | 6   | 1   | 5   |
| Wybrzeże Kości Słoniowej | 6   | 3 | 2 | 0 | 1 | 4   | 4   | 0   |
| Maroko                   | 2   | 3 | 0 | 2 | 1 | 0   | 1   | -1  |
| Libia                    | 1   | 3 | 0 | 1 | 2 | 1   | 5   | -4  |

| 20 stycznia 2006 19:00 CEST | Egipt · Mido 18' · Abou Treka 22' · Hassan 78' | 3-02-0 | Libia | Stadion Międzynarodowy, Kair Widzów: 70,000 Sędzia: Lassina Pare |
|                             |                                                |        |       |                                                                  |

| 21 stycznia 2006 14:00 | Maroko | 0-1 | Wybrzeże Kości Słoniowej · Drogba 39' (k.) | Stadion Międzynarodowy, Kair Widzów: 10,000 Sędzia: Jerome Damon |
|                        |        |     |                                            |                                                                  |

| 24 stycznia 2006 17:15 | Libia · Kames 42' | 1-21-1 | Wybrzeże Kości Słoniowej · Drogba 10' · Yaya Touré 74' | Stadion Międzynarodowy, Kair Sędzia: Shamsun Maidin |
|                        |                   |        |                                                        |                                                     |

| 24 stycznia 2006 20:00 CEST | Egipt | 0-0 | Maroko | Stadion Międzynarodowy, Kair Sędzia: Bonaventure Codjia Coffi |
|                             |       |     |        |                                                               |

| 28 stycznia 2006 19:00 CEST | Egipt · Motaeb 8' · Abou Treka 61' · Motaeb 70' | 3-11-1 | Wybrzeże Kości Słoniowej · Arouna Koné 43' | Stadion Międzynarodowy, Kair Widzów: 75,000 Sędzia: Maillet Eddy |
|                             |                                                 |        |                                            |                                                                  |

| 28 stycznia 2006 19:00 CEST | Libia | 0-0 | Maroko | Stadion Akademii Wojskowej, Kair Sędzia: Mourad Daami |
|                             |       |     |        |                                                       |

### Grupa B
| Zespół                        | Pkt | M | W | R | P | Br+ | Br− | +/− |
| ----------------------------- | --- | - | - | - | - | --- | --- | --- |
| Kamerun                       | 9   | 3 | 3 | 0 | 0 | 7   | 1   | 6   |
| Demokratyczna Republika Konga | 4   | 3 | 1 | 1 | 1 | 2   | 2   | 0   |
| Angola                        | 4   | 3 | 1 | 1 | 1 | 4   | 5   | -1  |
| Togo                          | 0   | 3 | 0 | 0 | 3 | 2   | 7   | -5  |

| 21 stycznia 2006 17:15 CEST | Kamerun · Eto’o 19' 38' 77' | 3-12-1 | Angola · Flávio Amado 30' (k.) | Stadion Akademii Wojskowej, Kair Widzów: 70,000 Sędzia: Mohamed Guezzaz |
|                             |                             |        |                                |                                                                         |

| 21 stycznia 2006 20:00 | Togo | 0-20-1 | Demokratyczna Republika Konga · Mputu Mabi 45+' · LuaLua 64' | Stadion Akademii Wojskowej, Kair Widzów: 5,000 Sędzia: Daami Mourad |
|                        |      |        |                                                              |                                                                     |

| 25 stycznia 2006 | Angola | 0-0 | Demokratyczna Republika Konga | Stadion Międzynarodowy, Kair Sędzia: Badara Diatta |
|                  |        |     |                               |                                                    |

| 25 stycznia 2006 | Kamerun · Eto’o 68' · Meyong Zé 85' | 2-00-0 | Togo | Stadion Międzynarodowy, Kair Widzów: 3,000 Sędzia: Sowe Modou |
|                  |                                     |        |      |                                                               |

| 29 stycznia 2006 19:00 CEST | Angola · Flávio Amado 9' 39' · Maurito 86' | 3-22-1 | Togo · Kader 30' · Cherif Touré 67' | Stadion Akademii Wojskowej, Kair Widzów: 7,000 Sędzia: Abdel Rahim El Arjoune |
|                             |                                            |        |                                     |                                                                               |

| 29 stycznia 2006 19:00 CEST | Kamerun · Geremi 31' · Samuel Eto’o 33' | 2-0 | Demokratyczna Republika Konga | Stadion Międzynarodowy, Kair Widzów: 10,000 Sędzia: Coulibaly Koman |
|                             |                                         |     |                               |                                                                     |

### Grupa C
| Zespół            | Pkt | M | W | R | P | Br+ | Br− | +/− |
| ----------------- | --- | - | - | - | - | --- | --- | --- |
| Gwinea            | 9   | 3 | 3 | 0 | 0 | 7   | 1   | 6   |
| Tunezja           | 6   | 3 | 2 | 0 | 1 | 6   | 4   | 2   |
| Zambia            | 3   | 3 | 1 | 0 | 2 | 3   | 6   | -3  |
| Południowa Afryka | 0   | 3 | 0 | 0 | 3 | 0   | 5   | -5  |

Mecze:
22 stycznia 2006
| Tunezja           | 4 – 1 (1-1) | Zambia          | 17:15 – Harras El-Hedoud Stadium, Aleksandria Sędzia: Eddy Maillet (Seszele) Widzów:?     |
| Dos Santos 36'    |             | Chamanga 9'     |                                                                                           |
| Bouazizi 52'      |             |                 |                                                                                           |
| Dos Santos 83'    |             |                 |                                                                                           |
| Dos Santos 90+3'  |             |                 |                                                                                           |
| Południowa Afryka | 0 – 2 (0-0) | Gwinea          | 20:00 – Harras El-Hedoud Stadium, Aleksandria Sędzia: Mohamed Benouza (Algieria) Widzów:? |
|                   |             | S. Bangoura 78' |                                                                                           |
|                   |             | O. Bangoura 88' |                                                                                           |

26 stycznia 2006
| Zambia         | 1 – 2 (1-0) | Gwinea                | 17:15 – Harras El-Hedoud Stadium, Aleksandria Sędzia: Edekin Emmanuel Imiere (Nigeria) Widzów: 17,000 |
| Tana 34'       |             | Feindouno (karny) 74' | |
|                |             | Feindouno 90+2'       | |
|                |             |                       | |
| Tunezja        | 2 – 0 (1-0) | Południowa Afryka     | 20:00 – Harras El-Hedoud Stadium, Aleksandria Sędzia: Raphael Divine Evehe (Kamerun) Widzów: 22,000   |
| Dos Santos 33' |             |                       | |
| Benachour 58'  |             |                       | |

30 stycznia 2006
| Tunezja        | 0 – 3 (0-1) | Gwinea            | 19:00 – Harras El-Hedoud Stadium, Aleksandria Sędzia: Maidin Shamsul (Singapur) Widzów: 18,000 |
|                |             | O. Bangoura 16'   |                                                                                                |
|                |             | Feindouno 70'     |                                                                                                |
|                |             | Diawara 90+1'     |                                                                                                |
|                |             |                   |                                                                                                |
| Zambia         | 1 – 0 (0-0) | Południowa Afryka | 19:00 – Alexandria Stadium, Aleksandria Sędzia: Essam Abdel Fattah (Egipt) Widzów: 4,000       |
| C. Katongo 75' |             |                   |                                                                                                |

### Grupa D
| Zespół   | Pkt | M | W | R | P | Br+ | Br− | +/− |
| -------- | --- | - | - | - | - | --- | --- | --- |
| Nigeria  | 9   | 3 | 3 | 0 | 0 | 5   | 1   | 4   |
| Senegal  | 3   | 3 | 1 | 0 | 2 | 3   | 3   | 0   |
| Ghana    | 3   | 3 | 1 | 0 | 2 | 2   | 5   | -1  |
| Zimbabwe | 3   | 3 | 1 | 0 | 2 | 2   | 5   | -3  |

Mecze:
23 stycznia 2006
| Nigeria   | 1 – 0 (0-0) | Ghana         | 17:15 – Stadion Port Said, Port Said Sędzia: Essam Abdel Fattah (Egipt) Widzów:?  |
| Taiwo 85' |             |               |                                                                                   |
|           |             |               |                                                                                   |
| Zimbabwe  | 0 – 2 (0-0) | Senegal       | 20:00 – Stadion Port Said, Port Said Sędzia: Rahman Abdel Khalid (Sudan) Widzów:? |
|           |             | H. Camara 59' |                                                                                   |
|           |             | Ba 80'        |                                                                                   |

27 stycznia 2006
| Ghana         | 1 – 0 (1-0) | Senegal  | 17:15 – Stadion Port Said, Port Said Sędzia: Abdel Rahim El Arjoune (Maroko) Widzów: 20,000 |
| Amoah 13'     |             |          |                                                                                             |
|               |             |          |                                                                                             |
| Nigeria       | 2 – 0 (0-0) | Zimbabwe | 20:00 – Stadion Port Said, Port Said Sędzia: Abdel Rahim El Arjoune (Maroko) Widzów: 20,000 |
| Obodo 56'     |             |          |                                                                                             |
| Obi Mikel 61' |             |          |                                                                                             |

31 stycznia 2006
| Nigeria     | 2 – 1 (0-0) | Senegal               | 19:00 – Stadion Port Said, Port Said Sędzia: Jerome Damon (RPA) Widzów: 5,000            |
| Martins 79' |             | S. Camara 58'         |                                                                                          |
| Martins 88' |             |                       |                                                                                          |
| Ghana       | 1 – 2 (0-0) | Zimbabwe              | 19:00 – Ismailia Stadium, Ismailia Sędzia: Rene Daniel Louzaya (DR Konga) Widzów: 14,000 |
| Adamu 90+3' |             | Ahmed (samobójczy)60' |                                                                                          |
|             |             | Benjani 68'           |                                                                                          |

## Ćwierćfinały
3 lutego 2006
| Gwinea                | 2 – 3 (1-0) | Senegal                   | 15:00 – Harras El-Hedoud Stadium, Aleksandria Sędzia: Codjia Coffi (Benin) Widzów: 20,000 |
| Diawara 24'           |             | Bouba Diop 61'            |                                                                                           |
| Feindouno 90'         |             | Niang 83'                 |                                                                                           |
|                       |             | H. Camara 90'             |                                                                                           |
|                       |             |                           |                                                                                           |
| Egipt                 | 4 – 1 (2-1) | DR Konga                  | 19:00 – Stadion Międzynarodowy, Kair Sędzia: Sowe Modou (Gambia) Widzów: 74,000           |
| A. Hassan (karny) 33' |             |                           |                                                                                           |
| H. Hassan 41'         |             |                           |                                                                                           |
| Moteab 58'            |             |                           |                                                                                           |
| A. Hassan 89'         |             | El Saqqa (samobójczy) 45' |                                                                                           |

4 lutego 2006
| Nigeria          | 1 – 1 (1-0)     | Tunezja                  | 15:00 – Stadion Port Said, Port Said Sędzia: Eddy Maillet (Seszele)       |                                          |                                          |                                          |  |
| Nsofor Obinna 5' |                 | Haggui 48'               |                                                                           | UWAGA: Dogrywka nie zmieniła wyniku.     | UWAGA: Dogrywka nie zmieniła wyniku.     | UWAGA: Dogrywka nie zmieniła wyniku.     |  |
| Rzuty karne      |                 |                          |                                                                           |                                          |                                          |                                          |  |
| 5 – 4            |                 |                          |                                                                           |                                          |                                          |                                          |  |
|                  |                 |                          |                                                                           |                                          |                                          |                                          |  |
| Kamerun          | 1 – 1 (0-0,1-1) | Wybrzeże Kości Słoniowej | 19:00 – Stadion Akademii Wojskowej, Kair Sędzia: Mohamed Guezzaz (Maroko) |                                          |                                          |                                          |  |
| Meyong Zé 95'    |                 | B. Koné 92'              |                                                                           | UWAGA: Dogrywka nie rozstrzygnęła meczu. | UWAGA: Dogrywka nie rozstrzygnęła meczu. | UWAGA: Dogrywka nie rozstrzygnęła meczu. |  |
| Rzuty karne      |                 |                          |                                                                           |                                          |                                          |                                          |  |
| 11 – 12          |                 |                          |                                                                           |                                          |                                          |                                          |  |

## Półfinały
7 lutego 2006
| Nigeria   | 0 – 1 (0-0) | Wybrzeże Kości Słoniowej | 15:00 – Harras El-Hedoud Stadium, Aleksandria Sędzia: Jerome Damon (RPA) Widzów: 20,000 |
|           |             | Drogba 47'               |                                                                                         |
| Senegal   | 1 – 2 (0-1) | Egipt                    | 17:00 – Stadion Międzynarodowy, Kair Sędzia: Divine Evehe (Kamerun) Widzów: 74,000      |
| Niang 51' |             | A.Hassan (karny) 37'     |                                                                                         |
|           |             | A. Zaki 81'              |                                                                                         |

## Mecz o 3 miejsce
| 9 lutego 2006 18:00 CEST | Senegal | 0-10-0 | Nigeria · Lawal 79' | Stadion Akademii Wojskowej, Kair Widzów: 20,000 Sędzia: Koman Coulibaly |
|                          |         |        |                     |                                                                         |

## Finał
| 10 lutego 2006 18:00 CEST                      | Egipt | 0-0 k. 4-20-0                     | Wybrzeże Kości Słoniowej | Stadion Międzynarodowy, Kair Widzów: 74,100 Sędzia: Mourad Daam |
|                                                |       |                                   |                          |                                                                 |
|                                                |       | Rzuty karne                       |                          |                                                                 |
| Hassan · Abdel Wahab · Ali · Zaki · Aboutreika |       | Drogba · K.Touré · B.Koné · Eboué |                          |                                                                 |

## Nagrody indywidualne PNA
- Najbardziej obiecujący zawodnik – John Obi Mikel  (Nigeria)
- Największa gwiazda – Ahmed Hassan  (Egipt)
- Najlepszy bramkarz – Essam Hadary  (Egipt)
- Król strzelców – Samuel Eto’o  (Kamerun)

## Strzelcy
5 Goli

- Eto’o (Kamerun)

4 Gole

- A. Hassan (Egipt)
- Feindouno (Gwinea)
- dos Santos (Tunezja)

3 gole

- Amado (Angola)
- Moteab (Egipt)
- Drogba (Wybrzeże Kości Słoniowej)

2 Gole

- Abo Treka (Egipt)
- O. Bangoura (Gwinea)
- Diawara (Gwinea)
- Meyong Zé (Kamerun)
- Martins (Nigeria)
- H. Camara (Senegal)
- Niang (Senegal)

1 Gol

- Maurito (Angola)
- LuaLua (DR Konga)
- Mputu Mabi (DR Konga)
- H. Hassan (Egipt)
- Mido (Egipt)
- Moteab (Egipt)
- A. Zaki (Egipt)
- Adamu (Ghana)
- Amoah (Ghana)
- S. Bangoura (Gwinea)
- Geremi (Kamerun)
- Khamies (Libia)
- Obi Mikel (Nigeria)
- Nsofor Obinna (Nigeria)
- Obodo (Nigeria)
- Taiwo (Nigeria)
- Lawal (Nigeria)
- Ba (Senegal)
- S. Camara (Senegal)
- Bouba Diop (Senegal)
- Cherif Touré (Togo)
- Kader (Togo)
- Benachour (Tunezja)
- Bouazizi (Tunezja)
- Haggui (Tunezja)
- A. Koné (Wybrzeże Kości Słoniowej)
- B. Koné (Wybrzeże Kości Słoniowej)
- Y. Touré (Wybrzeże Kości Słoniowej)
- Chamanga (Zambia)
- C. Katongo (Zambia)
- Tana (Zambia)
- Benjani (Zimbabwe)

Gole samobójcze

- El Saqqa (Egipt)
- Issah (Ghana)

## Maskotka igrzysk
Maskotką igrzysk był Croconile (krokodyl).